# Vordere Stangenspitze
Vordere Stangenspitze är ett berg i Österrike.   Det ligger i distriktet Schwaz och förbundslandet Tyrolen, i den västra delen av landet. Toppen på Vordere Stangenspitze är 3 127 meter över havet.
Den högsta punkten i närheten är Hintere Stangenspitze, 3 225 meter över havet, 1,1 km söder om Vordere Stangenspitze. Närmaste större samhälle är Mayrhofen, 13,6 km nordväst om Vordere Stangenspitze. 
Trakten runt Vordere Stangenspitze består i huvudsak av kala bergstoppar och isformationer.